# Häuserzeile Marktplatz 11–14

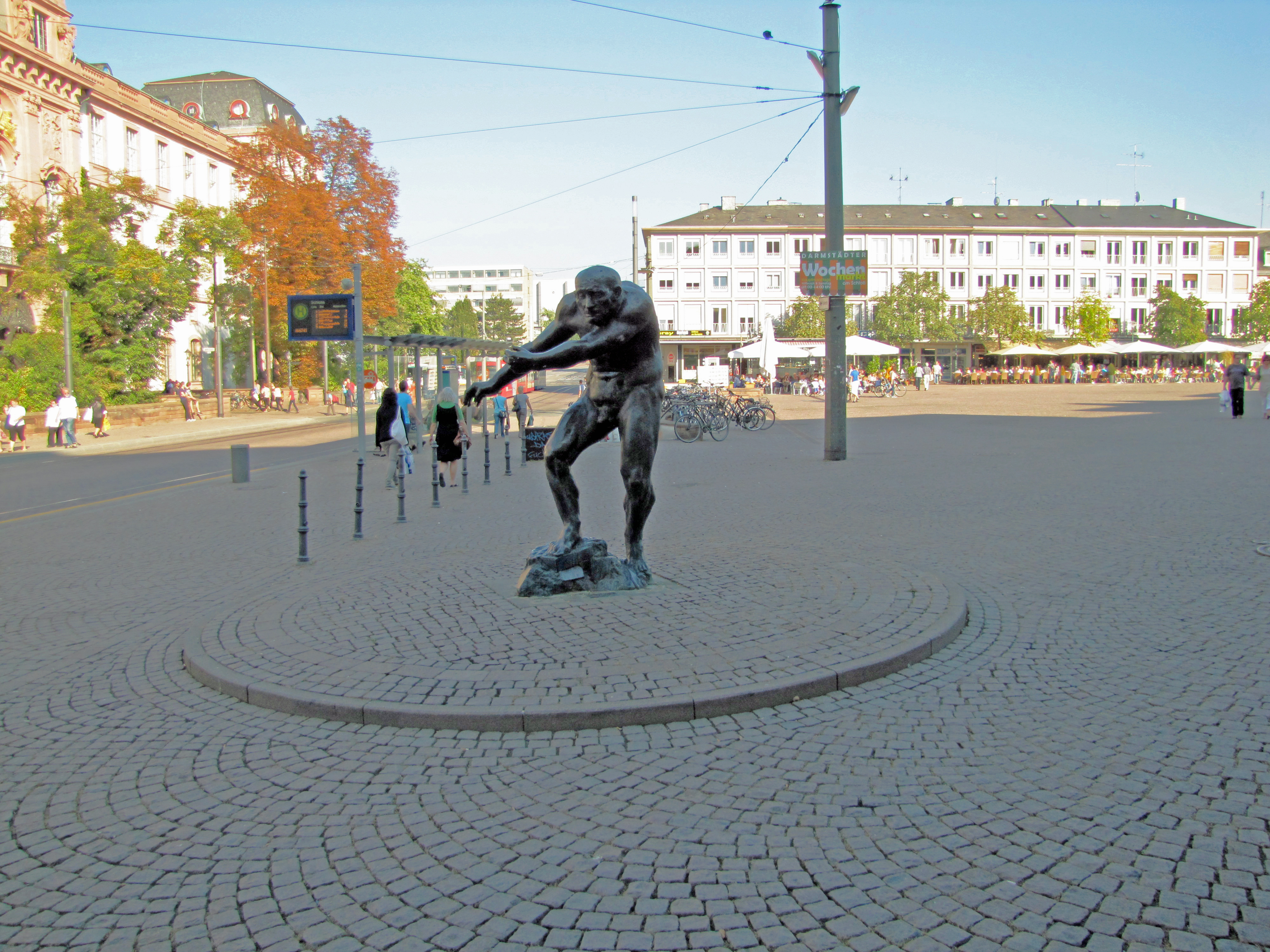
Marktplatz mit der Häuserzeile im Hintergrund (2011)

Die Häuserzeile Marktplatz 11–14 am Marktplatz ist ein  Bauwerk in Darmstadt.

## Geschichte und Beschreibung
Die Häuserzeile am Ostrand des Marktplatzes wurde in den 1950er-Jahren als Ersatz für die im Zweiten Weltkrieg zerstörten Vorgängerbauten errichtet. Stilistisch gehört die Häuserzeile zur Nachkriegsmoderne.
Das Bauwerk ist ungefähr 50 Meter lang und 20 Meter breit. Das vierstöckige Bauwerk hat ein Walmdach. Im Erdgeschoss befinden sich mehrere gastronomische Betriebe, in den drei oberen Etagen sind Wohnungen. Auffälligstes Merkmal der Häuserzeile ist die gerasterte Fassade mit 23 Fensterachsen.

## Denkmalschutz
Die Häuserzeile Marktplatz 11–14 steht seit 2015 unter Denkmalschutz.